# Kurt Bode
Kurt Bode (* 6. Februar 1895 in Posen; † 21. Dezember 1979) war ein deutscher Richter. Während der Zeit des Nationalsozialismus war er für über 3000 Todesurteile verantwortlich. Nach dem Zweiten Weltkrieg war er im bremischen Justizdienst tätig.

## Leben
1920 wurde Kurt Bode an der Universität Greifswald zum Dr. jur. promoviert. Später machte er Karriere bei der Justiz der Freien Stadt Danzig. Anfang Januar 1934 wurde er Landgerichtsdirektor am Landgerichts Danzig und Anfang August 1934 zum Obergerichtsrat ernannt. Anfang April 1938 wurde er Vizepräsident beim Obergericht Danzig.
Anfang Mai 1933 trat Bode in die NSDAP ein (Mitgliedsnummer 2.840.968) und wurde auch Mitglied der NSV sowie im NS-Reichskriegerbund. Des Weiteren gehörte er dem NS-Rechtswahrerbund an, für den er zeitweise als Gaurechtsberater für den Reichsgau Danzig-Westpreußen fungierte. Von August 1939 bis Februar 1940 arbeitete er für den Sicherheitsdienst des Reichsführers SS.
Kurz nach Beginn des Zweiten Weltkrieges führte er am 8. September 1939 den Vorsitz bei einem Kriegsgerichtsprozess gegen die Verteidiger der polnischen Post in Danzig (siehe unten) und sprach Todesurteile gegen sämtliche 28 Angeklagten aus, am 29. September gegen weitere zehn. Später erlebte er einen weiteren Aufstieg in der NS-Gerichtsbarkeit. Am 1. Februar 1942 wurde er Generalstaatsanwalt des Reichsgaus Danzig-Westpreußen am Oberlandesgericht Danzig. In dieser Funktion war er mit zirka 350 Todesurteilen befasst.
Weihnachten 1944 ließ Bode im Danziger Gerichtsgefängnis Guillotine und Galgen entfernen und wies den Oberlandesgerichtspräsidenten Walter Wohler an, die Akten der Sondergerichte und des Strafsenats zu vernichten. Seine letzten Anklageschriften stammen vom 3. und 7. März 1945, kurz bevor Danzig von der Roten Armee eingenommen wurde. Am 15. März 1945 schloss Bode seine Behörde und leistete als Reservist Dienst als Oberleutnant. Dabei geriet er in sowjetische Kriegsgefangenschaft, aus der er am 8. Januar 1949 in die Britische Besatzungszone entlassen wurde.
Am 16. Februar 1949 füllte Bode den Fragebogen der britischen Militärregierung zur Entnazifizierung aus und fügte neun Empfehlungsschreiben hinzu, die im Volksmund „Persilschein“ genannt wurden. In dem anschließenden Verfahren beim Hauptentnazifizierungsausschuss für den Kreis Oldenburg in Holstein wurde Bode fünf Tage später am 22. Februar 1949 zunächst als Mitläufer (Kategorie IV), dann aber nach einer Umstufung auf Grund der Kriegsgefangenschaft als Entlasteter (Kategorie V) eingestuft. In Schleswig-Holstein wurde die Entnazifizierung besonders großzügig gehandhabt. Seine Wiederaufnahme in den Staatsdienst im Jahre 1950 erreichte Bode mit Empfehlungsschreiben u. a. des ihm in Danzig unterstellten Staatsanwalts Heinz Heinrich Anton Wolf, der es inzwischen auch wieder erreicht hatte, als erster Staatsanwalt in Frankfurt / Main tätig zu sein.
So konnte er in den bremischen Justizdienst eintreten und erneut Karriere machen, seine Vergangenheit spielte aufgrund von Personalmangel keine entscheidende Rolle. 1951 wurde Bode Richter am Hanseatischen Oberlandesgericht Bremen. 1955 wurde Bode zum Senatspräsidenten am OLG ernannt, 1957 wurde er Vizepräsident des Gerichts. Er wurde zudem stellvertretender Richter beim Staatsgerichtshof der Freien Hansestadt Bremen in der 4. Legislaturperiode 1955/59 (Wahl am 18. Januar 1956), danach war er ein weiteres Jahr stellvertretendes Mitglied desselben Gerichts. 1960 ging er in den Ruhestand. Etwa ab diesem Zeitpunkt ermittelten die Staatsanwaltschaften Hamburg, Bremen und Lübeck bis zu Bodes Tod 1979 insgesamt neunmal gegen Bode wegen des von ihm gefällten Todesurteils gegen die Verteidiger der polnischen Post. Allerdings wurden sämtliche Verfahren eingestellt. Erst lange nach seinem Tode waren die Anstrengungen erfolgreich, die Urteile von 1939 aufzuheben.

## Das Todesurteil und seine Geschichte
Zu Beginn des Zweiten Weltkrieges stürmten deutsche Polizisten des 2. Polizeireviers in Danzig, verstärkt durch Kräfte der Danziger SA und SS, am 1. September 1939 die polnische Post und stießen auf den Widerstand von Postbeamten, die ihr Postamt verteidigten. Am Ende eines erbitterten Kampfes hatten 14 Verteidiger ihr Leben verloren und 38 wurden festgenommen. Das deutsche Feldkriegsgericht unter Vorsitz des Richters Kurt Bode verurteilte die 28 verhandlungsfähigen Häftlinge wegen Freischärlerei zum Tode, drei Wochen später auch die anderen zehn. Es war das erste Militärgerichtsurteil des Zweiten Weltkriegs. Ankläger war Hans-Werner Giesecke. Die Verurteilten wurden am 5. Oktober 1939 erschossen.
Am 25. Mai 1998 wurde dieses Bode-Urteil des NS-Militärgerichts durch die Große Strafkammer des Landgerichts Lübeck aufgehoben. Es lagen nach Feststellung der Strafkammer nicht nur formelle Rechtsverletzungen vor, vielmehr habe sich der Vorsitzende Richter Kurt Bode der vorsätzlichen Rechtsbeugung schuldig gemacht, weil er eine Verurteilung der Postverteidiger „um jeden Preis“ im Auge hatte.
Im Dezember 2000 zahlte die Bundesregierung eine Entschädigung an die 53 Antragsteller aus, deren Ehemänner und Väter in Danzig bei der Verteidigung der Post ihr Leben verloren.
Günter Grass schilderte den Kampf um die Danziger Post in seinem Roman Die Blechtrommel.

## Publikationen
- Verfassung und Verwaltung der Stadt Danzig unter polnischer Herrschaft : (1454 bis 1793). Greifswald, Diss. 1920.
- Die Danziger Arbeitsgesetze, Stilke Verlag Berlin, Danzig, 1932.